# Elmedin Konaković

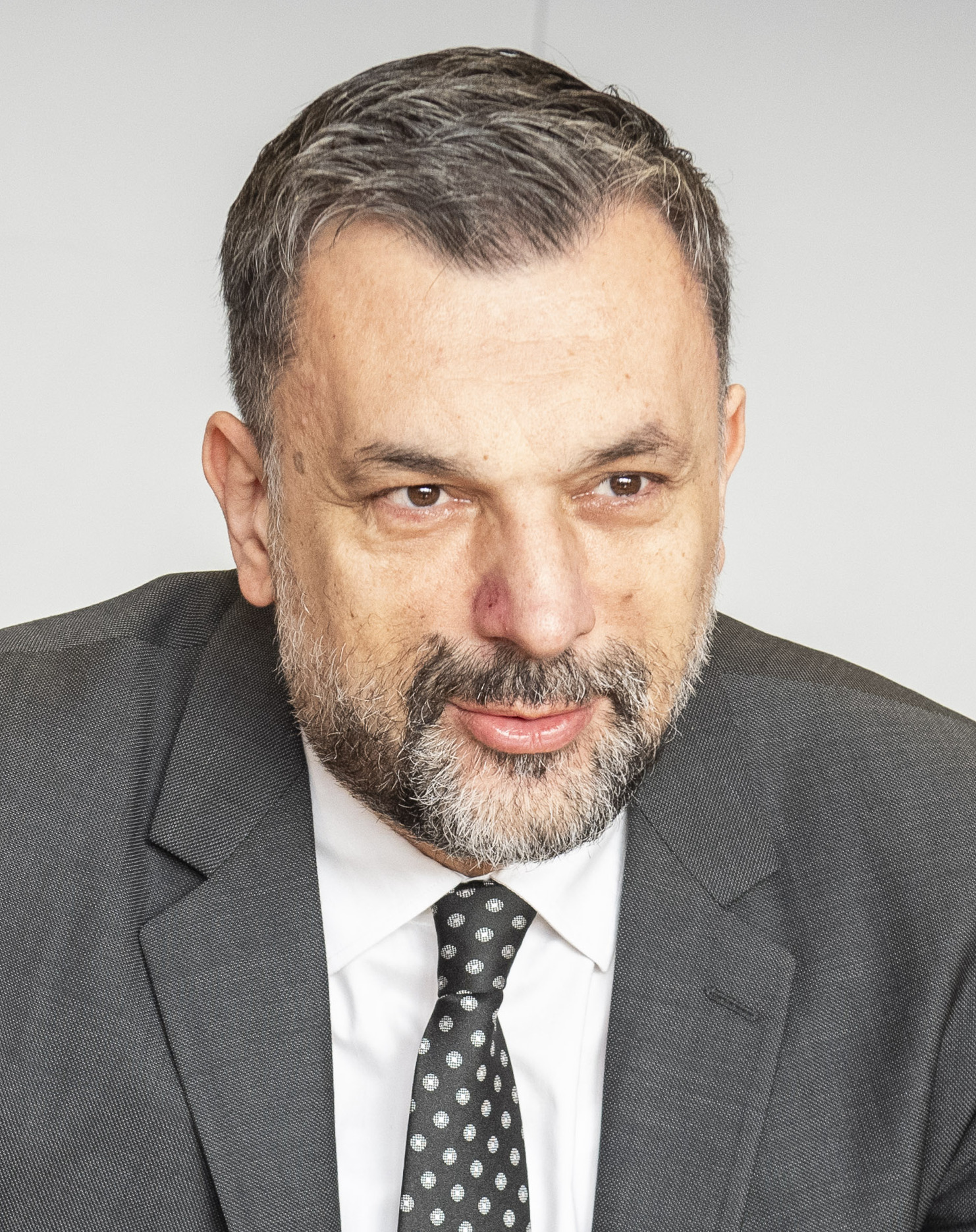
Elmedin Konaković (2024)

Elmedin Konaković (* 3. September 1974 in Sarajevo, Jugoslawien) ist ein bosnischer Politiker (NiP, früher SDA) und ehemaliger Basketballspieler. Seit 2023 ist er bosnischer Außenminister.

## Leben
Elmedin Konaković studierte Sportmanagement an der Universität Sarajevo und spielte Basketball unter anderem beim KK Bosna Sarajevo und bei dem rumänischen Verein CS West Petrom Arad. Nach seiner aktiven Karriere war er Sportfunktionär im Basketball.
Im Jahr 2004 trat er der SDA bei. Er gehörte dem Stadtrat von Sarajevo und dem Parlament des Kanton Sarajevo an. Von 2015 bis 2018 war er Regierungschef des Kanton Sarajevo. Im März 2018 gründete er die Partei Narod i Pravda (Volk und Gerechtigkeit) als Abspaltung aus der SDA. Er ist seither Vorsitzender dieser Partei.
Von 2018 bis 2022 war er Abgeordneter im Dom naroda (Haus der Völker), einer der beiden Kammern des Parlaments der Federacija.
Seit dem 26. Januar 2023 ist Konaković Außenminister von Bosnien und Herzegowina in der Regierung von Borjana Krišto.

## Außenminister (2023 – heute)

### Vereidigung
Am 25. Januar 2023 wurde Konaković nach der Bildung eines neuen Ministerrats unter Vorsitz von Borjana Krišto zum neuen Außenminister in Krištos Regierung ernannt.

### Amtszeit
Am 13. Februar 2023 sprach Konaković in einem Telefonat mit US-Außenminister Antony Blinken und dankte den Vereinigten Staaten für ihr „Engagement für Frieden, Sicherheit und Stabilität in Bosnien und Herzegowina“. Er nahm vom 17. bis 19. Februar an der 59. Münchner Sicherheitskonferenz teil und traf dort mit einer Reihe ausländischer Vertreter aus Spanien, Schweden, Österreich, Frankreich und dem Vereinigten Königreich zusammen.
Am 11. Mai 2023 gab Konaković bekannt, dass ein Entwurf des Gesetzes über die auswärtigen Angelegenheiten Bosniens und Herzegowinas auf einer Sitzung des Ministerrats einstimmig angenommen wurde. Später sagte er, die Sitzung sei die „produktivste gewesen, die dieser Rat je hatte“.
Am 13. Juni 2023 traf sich Konaković mit dem britischen Außenminister James Cleverly während eines offiziellen Besuchs im Vereinigten Königreich.Sie besprachen die bilateralen Beziehungen zwischen Bosnien und Herzegowina und dem Vereinigten Königreich, die euro-atlantische Integration, regionale Beziehungen und globale Sicherheitsfragen.
Nach einer massiven Eskalation des Gaza-Israel-Konflikts im Oktober 2023 verurteilte Konaković die Angriffe der Hamas, sagte aber auch: „Er hat nie seine Unterstützung für das Volk und die Regierung Palästinas verheimlicht, um die Gebiete, in denen sie leben, zu erhalten und zu schützen, für die Souveränität und territoriale Integrität ihres Landes zu kämpfen und ihre religiösen Objekte in diesem Gebiet zu schützen, die für die Gläubigen aus aller Welt von großer Bedeutung sind.“
Im Januar 2024 schrieb US-Außenminister Antony Blinken einen Brief an Konaković, in dem er ihn drängte, „Druck auf den Führer der Kroatischen Demokratischen Union, Dragan Čović, auszuüben, damit er seine Blockade bei der Realisierung des Erdgaspipeline-Projekts Southern Interconnection zwischen Kroatien und Bosnien und Herzegowina beendet.“

## Privates
Konaković ist seit 2016 mit der Al-Jazeera-Balkans-Journalistin Dalija Hasanbegović verheiratet; gemeinsam haben sie zwei Kinder. Er besitzt keine Immobilien, während seine Frau mehrere Immobilien in Sarajevo als Erbe der Familie Merhemić besitzt. Zuvor war er mit den Models Aida Osmanović und anschließend mit Martina Saira Keškić verheiratet, von der er sich 2014 scheiden ließ.
Neben seiner Muttersprache Bosnisch spricht Konaković fließend Englisch und verfügt über Kenntnisse in Italienisch und Rumänisch.